# Fábio Martins Junqueira
Fábio Martins Junqueira (Olímpia, 23 de abril de 1957) é um político, advogado e professor brasileiro filiado ao MDB. É ex-Prefeito do Município de Tangará da Serra do Estado de Mato Grosso.

## Carreira política
De Fevereiro de 1983 a Dezembro de 1996 foi Vereador do Municípío, por 03 (três) legislaturas. De 1997 a 2000 foi vice-prefeito de Tangará da Serra.
Nas eleições municípais em Tangará da Serra em 2012 candidatou-se pelo PMDB a prefeito e foi eleito em 1º turno com 18.875 votos, 42,964% dos votos válidos.

### Desempenho em eleições
| Ano  | Eleição    | Coligação                                          | Partido | Candidato a | Votos  | Resultado |
| ---- | ---------- | -------------------------------------------------- | ------- | ----------- | ------ | --------- |
| 2016 | Municipais | Tangará em boas Mãos (PMDB/PMB/PR/PCdoB/SD/PRB)    | PMDB    | Prefeito    | 18.063 | Eleito    |
| 2012 | Municipais | "Tangará Melhor! Nós Podemos" (PRB/PP/PT/PTB/PMDB) | PMDB    | Prefeito    | 18.875 | Eleito    |

## Vida pessoal
É casado com Helena Simões Matias Junqueira e é pai de três filhos: Luiz Carlos, Halina e Karina.
Possui graduação em Licenciatura Curta em Pedagogia pela Universidade Federal de Mato Grosso do Sul (1978), graduação em Licenciatura Plena em Pedagogia pela Faculdade Auxilium de Lins (1979), graduação em Direito pela FACULDADE DE DIREITO DE TANGARÁ DA SERRA (2004) e especialização em Metodologia do Ensino Superior pelo Centro de Ensino Superior de Brasília (1985). Atualmente é PROFESSOR da Secretaria de Educação do Estado de Mato Grosso.
De Fevereiro de 1983 a Dezembro de 1996 foi Vereador do Municípío, por 03 (três) legislaturas. De 1997 a 2000 foi Vice-Prefeito de Tangará da Serra.
Recebeu a Medalha do Mérito na Assistência ao Estudante, criada pelo Ex-Presidente Getúlio Vargas pelo Decreto nº 45.568 de 13/03/59, por meio da Portaria nº 037 de 31/01/85, conferida pela Ministra da Educação Esther Figueiredo Ferraz e pelo Presidente da FAE, João Felício Scardua, em reconhecimento à dedicação, esforço e realizações em prol da causa da assistência do Estudante, no ano de 1985.
Foi agraciado com o título de Professor Honóris Causa da Faculdade de Educação de Tangará da Serra, por decisão da Congregação da Faculdade.
Foi agraciado com o Grau de Comendador da Ordem do Mérito Educacional Dom Francisco de Aquino Correia, conforme Decreto nº 4136 de 18/01/94, juntamente com o Prof. Antonio Rodrigues de Melo;
Foi agraciado com o Grau de Comendador da Ordem do Brasão Municipal de Tangará da Serra, conforme Portaria nº 005 de 20/12/94, criada pela Lei nº 13 de 25/07/77;
Foi elogiado pelo Empenho e dedicação demonstrado à causa educacional de Mato Grosso, conforme Portaria nº 177 de 03/03/83, publicado no D.O. de 10/03/83 pelo Secretário de Educação Dr. Hélio Palma de Arruda.
Recebeu o certificado de reconhecimento e agradecimento pela participação na Campanha Nacional de Prevenção da Cegueira e realibilitação visual, em 1998 e 1999, do Conselho Brasileiro de Oftalmologia.
Na eleição de 2012 obteve 18.875 votos, para o Mandato de Prefeito de Tangará da Serra - no período de 2013 a 2016.
Em 2016, foi reeleito Prefeito de Tangará da Serra com 39,15% dos votos, tendo como Vice-prefeito o Engenheiro Renato Ribeiro de Gouveia. A nova Gestão, governará Tangará da Serra de 2017 a 2020.